# Синята лагуна
„Синята лагуна“ (на английски: The Blue Lagoon) е американски игрален филм (романтична драма) от 1980 година на режисьора Рандал Клайсър, по сценарий на Дъглас Дей Стюърт, базиран на едноименната книга на Хенри Де Вер Стакпул от 1908 г. В главните роли са Брук Шийлдс и Кристофър Аткинс. Музиката е композирана от Базил Поледорис, а оператор е Нестор Алмендрос.
Филмът разкрива историята на две малки деца, корабокрушенци на тропически остров в Южния Пасифик. Заедно с намирането на храна и  подслон Ричард и Емелин прекарват дните си в плуване, гмуркане за перли в прекрасната лагуна и изследване на своето райско кътче. Времето минава, а те растат и забелязват промени както в телата си, така и в чувствата си, които не разбират напълно. Така постепенно между двамата се заражда невинна и чиста любов. Израснали далеч от обществото и с разбиранията си още на деца, за тях сексът и раждането са нещо непонятно. Все пак, по естествените закони на природата, те  зачеват момченце, което кръщават Пади. Един ден обаче семейното блаженство е прекъснато от един трагичен инцинент и тримата се озовават сами сред океана, без храна или вода.
"Синята лагуна" излиза на екран на 20 юни 1980 г. от Columbia Pictures. Филмът е посрещнат със смесени отзиви от критиците, които критикуват сценария, изпълнението и играта на Брук Шийлдс, но кинематографията на Нестор Алмендрос получава похвали. Въпреки критиките, филмът постига търговски успех, като генерира приходи от 58,8 милиона долара при бюджет от 4,5 милиона долара и се превръща в деветия най-касов филм на 1980 г. в Северна Америка. Филмът е номиниран за наградата "Сатурн" за най-добър фентъзи филм, за наградата "Оскар" за най-добра кинематография на Алмендрос и за наградата "Златен глобус" за нова звезда на годината – Кристофър Аткинс. Брук Шийлдс печели първата награда "Златна малинка" за най-лоша актриса за изпълнението си във филма.

## Сюжет
В края на Викторианската епоха двама братовчеди – деветгодишният Ричард и седемгодишната Емелин Лестранж – заедно с готвача Пади Бътън претърпяват корабокрушение на кораба, с който се возят и се озовават на самотен тропически остров в Южния Пасифик. Пади се грижи за децата и ги предупреждава, че "по закон" им е забранено да ходят на другата страна на острова, където той открива олтар с кървави останки от човешки жертвоприношения. Той също така ги предупреждава да не ядат смъртоносните червени плодове, които се срещат често в околността. След като Пади умира след пиянски запой, децата изграждат нов дом в друга част на острова.
Когато достигат пубертета, двамата често плуват голи в океана, но вече Емелин се чувства неудобно. Тя открива сексуалното си привличане към Ричард, но отказва да сподели "странните" си мисли с него. Плаши се от първата си менструация, защото не знае какво е, въпреки това не позволява на Ричард да я прегледа. А той, от своя страна мисли, че тя е ранена.
С времето Ричард също осъзнава привличането си към Емелин. Тя се осмелява да отиде в забранената част на острова и вижда скално оформление, приело формата на олтар. Свързвайки кръвта с разпятието на Христос, тя заключава, че олтарът е Бог и се опитва да убеди Ричард да отиде с нея там, за да се молят. Ричард е ужасен от идеята да наруши закона и те се скарват. По това време той вече е влюбен в нея, но тя отблъсква опитите му за близост.
Когато за пръв път от години се появява кораб на хоризонта, а Ричард е далеч от подслона им, Емелин не пали сигналния огън и корабът преминава, без да ги забележи. Ричард се чувства дълбоко предаден от постъпката ѝ, защото въпреки че тя знае колко много той копнее да се измъкне от острова, не прави нищо. Тя обаче не иска да бъдат "спасени", възприема острова като техен дом и смята, че трябва да останат там. След това конфронтацията им прераства в обиди, свързани с телата им. Когато Ричард се подиграва на гърдите на Емелин, тя хвърля кокос по него и случайно го улучва в главата. В яростта си Ричард я зашлевява и я гони от убежището им.
Емелин настъпва отровната каменна риба. Отслабена от отровата, тя моли Ричард да я "отведе при Бог". Ричард я пренася през острова и я оставя на олтара. Емелин се възстановява и двамата си прощават, преоткривайки се един друг. Забелязвайки реакциите на телата си, те откриват сексуалния акт и си правят церемония по женитба. Нито един от тях не разбира, че Емелин е бременна, и са смаяни, когато усещат движенията на бебето в корема ѝ, мислейки, че стомахът ѝ прави това. Месеци по-късно Ричард вижда местните жители да извършват човешко жертвоприношение пред олтара. Уплашен, той се връща при Емелин, която обаче е в родилни мъки. Емелин ражда момче, което кръщават Пади.
Кораб, воден от бащата на Ричард, Артър, който търси изгубения си син и неговата братовчетка, се приближава до острова и вижда семейството, което си играе на брега, замеряйки се с кал. Доволни от живота си, Ричард и Емелин се отдалечават, вместо да сигнализират за помощ. Артър приема, че покритите с кал хора не са Ричард и Емелин.
Когато посещават първоначалния си дом, Ричард търси банани, а малкият Пади, без да го забележат, носи клон с червени плодове в лодката при Емелин. Емелин заспива с Пади в лодката и тя неосетно се отдалечава към дълбините. Докато си играе, двегодишният Пади изхвърля едното гребло, което събужда момичето. Ричард плува след тях, за да ги върне, но акула се появява. Емелин хвърля другото гребло по акулата, като я удря и дава време на Ричард да се качи в лодката. Лодката се носи без гребла в открито море, а семейството е в нея без нищо повече от дрехите по себе си.
След дни на плаване Ричард и Емелин се събуждат и виждат, че Пади е изял няколко от червените плодове, които по-рано незабелязано е вкарал в лодката. Обезнадеждени, Ричард и Емелин си поделят плодовете и чакат смъртта. Няколко часа по-късно корабът на Артър ги намира. Артър пита: „Мъртви ли са?“ Офицерът го уверява: „Не, сър. Те спят.“

## Актьорски състав
| Роля               | Изпълнител                                                  |
| ------------------ | ----------------------------------------------------------- |
| Емелайн Лестрейндж | Елва Джоузефсън (като дете) Брук Шийлдс (като тийнейджърка) |
| Ричард Лестрейндж  | Глен Коън (като дете) Кристофър Аткинс (като тийнейджър)    |
| Пади Лестрейндж    | Чад Тимърманс Брадли Прайс                                  |
| Пади Бътън         | Лео Маккърн                                                 |
| Артур Лестрейндж   | Уилям Даниелс                                               |
| Капитан            | Алън Хопгуд                                                 |
| Офицер             | Гъс Мекруцио                                                |

## Продукция
Филмът е бил страстен проект на Рандал Клайзър, който отдавна се възхищавал на оригиналния роман. Той наема Дъглас Дей Стюарт, който е написал сценария за The Boy in the Plastic Bubble (1976), да напише сценария и се срещна с австралийския режисьор Ричард Франклин, който търси работа в Холивуд. Това му дава идеята да използва австралийски екип, който Франклин помогна да се ръководи..
Филмът е заснет на Ямайка и Нануя Леву, частен остров на Фиджи. Флората и фауната, включени във филма, включват множество животни от различни континенти. Както се оказа, игуаните, заснети на Фиджи, са вид, неизвестен дотогава на биолозите; това е отбелязано от херпетолога Джон Гибънс, когато е гледал филма и след като е пътувал до острова, където са заснети игуаните, той описва фиджийската игуана (Brachylophus vitiensis) през 1981 г. Сцените на лагуната са заснети в остров Комино, Малта и залива Шампан, Вануату.
Всички голи сцени на Брук Шийлдс са изпълнени от 32-годишната Кати Тротът. В сцените с Шийлдс всички нейни части са покрити с косата ѝ. Аткинс играе всички голи сцени сам (включително предна голота).
Подводната фотография с  е изпълнена от Рон и Валери Тейлър.

## Версии и адаптации
„Синята лагуна“ се основава на едноименния роман на Хенри Де Вер Стакпул, който се появява за първи път през 1908 г. Първата филмова адаптация на книгата е британският ням филм от 1923 г. със същото име. Имаше и друга британска адаптация през 1949 г. Версията от 1980 г. включва много повече голота и секс сцени от версията от 1949 г., макар и далеч по-малко от книгата.
Продължението „Завръщане в синята лагуна“ (1991) свободно откъсва там, където „Синята лагуна“ е спряла, с изключение на това, че Ричард и Емелайн са намерени мъртви в лодката. Техният син е спасен. Тъй като името на Пади не е известно на спасителите му, той е преименуван на Ричард, защото това е единственото име, което малкото момче може да изговори.
Филмът за кратко беше пародиран в сцена на филма „Строго секретно!“ (1984). Епизодът на Quantum Leap „Скачането на стройна“ гостува с участието на Брук Шийлдс и беше за един млад мъж и жена, изоставени на изоставен остров. Той също е пародиран във филма „Going Berserk“ (1983), когато Джон Кенди разкрива повтарящия се кошмар, вдъхновен от филма. Краят на съня измисля сцената на мастурбацията на Кристофър Аткинс, когато Кенди е забелязана мастурбирано от дразнещите пътници на кораб, който минава покрай него.
На 9 декември 2011 г. мрежата за кабелна телевизия „Lifetime“ планира „Синята лагуна: Пробуждане“, пуснат на 16 юни 2012 г. Аткинс се появява във филма през 2012 г. като един от учителите на корабната екскурзия, където Ема и Дийн се губят в морето и се озовават на остров.

## Български дублажи
| Озвучаващи артисти  | Христина Ибришимова Даниела Йорданова Васил Бинев Георги Георгиев-Гого Николай Николов |
| Преводач            | Златина Тенева                                                                         |
| Тонрежисьор         | Цветомир Цветков                                                                       |
| Режисьор на дублажа | Димитър Кръстев                                                                        |

| Преводач            | Деляна Стоянова                                                              |
| Тонрежисьор         | Михаил Михайлов                                                              |
| Режисьор на дублажа | Екатерина Късметлийска                                                       |
| Озвучаващи артисти  | Христина Ибришимова Ани Василева Камен Асенов Владимир Пенев Николай Николов |